# Jag de Bellouet
Jag de Bellouet, född 17 maj 1997 i Argentan i Frankrike, död 3 februari 2025, var en fransk varmblodig travhäst. Han tävlade mellan åren 1999 och 2007, och tränades då av Christophe Gallier. I sulkylopp kördes hästen ofta av tränaren själv, och i montélopp reds han av Matthieu Abrivard.

## Karriär
Jag de Bellouet började att tävla vid 3 års ålder, och under debutsäsongen startade han nio gånger. Under debutsäsongen kom han på andra plats i montéloppet Prix d'Essai för treåriga hästar. 

### Genombrottet
Hans riktiga genombrott kom under 2004, då han var sju år gammal. Under 2004 vann Jag de Bellouet även ett flertal Grupp 1-lopp, bland annat Prix de l'Atlantique och Prix René Ballière, samt 3 av de 4 B-loppen som körs inför Prix d'Amérique varje år (Prix de Bretagne, Prix du Bourbonnais och Prix de Bourgogne). Under det franska vintermeetinget vann han även montéloppet Prix de Cornulier, blev därefter trea i Prix d'Amérique, tvåa i Prix de France och segrade sedan i Prix de Paris. Under sjuårssäsongen tjänade han 1,26 miljoner euro.
Under säsongen 2005 tog Jag de Bellouet 8 vinster på 13 starter, och tjänade totalt 1,34 miljoner euro. 2005 kom även den efterlängtade segern i Prix d'Amérique, där han vann före Gigant Neo. Under året vann han även Prix de Cornulier, och lyckades därmed med en bedrift som endast Bellino II hade klarat av innan; att vinna de båda loppen under samma år. Sammanlagt tog han tre raka segrar i Prix de Cornulier (2004, 2005, 2006).

### Dopning
År 2006 ställde han återigen upp i Prix d'Amérique, då planen var att vinna två år i rad. Jag de Bellouet var först i mål i Prix d'Amérique, men fråndömdes senare segern efter att dopningsprov tagits. 
Jag de Bellouet hade två år i rad blivit inbjuden till Elitloppet, men då tackat nej. 2006 var han det stora dragplåstret för Elitloppet, och gjorde där en makalös uppvisning i finalheatet, då han segrade på tiden 1.09,4 över 1 609 meter. Dopningstest gjordes efter loppet och efter några veckor kom det fram att hästen varit dopad vid segern. Ämnet diklofenak som är inflammationsdämpande och smärtstillande hade hittats i kroppen. Han fråntogs båda placeringarna och prispengarna från finalheatet förlorades. Segern gick istället till Björn Goop och Conny Nobell, då tvåan i mål, Lets Go även varit dopad.
Den 14 november 2007 meddelade Christophe Gallier att Jag de Bellouet slutar tävla, och istället kommer att ägna sig åt avel.

## Stamtavla
| Efter Viking's Way 1987 | Mickey Viking 1979   | Bonefish       | Nevele Pride    |
| Efter Viking's Way 1987 | Mickey Viking 1979   | Bonefish       | Exciting Speed  |
| Efter Viking's Way 1987 | Mickey Viking 1979   | Misty Sister   | Songcan         |
| Efter Viking's Way 1987 | Mickey Viking 1979   | Misty Sister   | Agaunar         |
| Efter Viking's Way 1987 | Josubie 1975         | Quito          | Carioca II      |
| Efter Viking's Way 1987 | Josubie 1975         | Quito          | Arlette III     |
| Efter Viking's Way 1987 | Josubie 1975         | Vesubie III    | Hermes D        |
| Efter Viking's Way 1987 | Josubie 1975         | Vesubie III    | Jacinthe IV     |
| Undan Vaunoise 1987     | Nicos du Vivier 1979 | Sabi Pas       | Carioca II      |
| Undan Vaunoise 1987     | Nicos du Vivier 1979 | Sabi Pas       | Infante II      |
| Undan Vaunoise 1987     | Nicos du Vivier 1979 | Eva du Vivier  | Prince des Veys |
| Undan Vaunoise 1987     | Nicos du Vivier 1979 | Eva du Vivier  | Ua Uka          |
| Undan Vaunoise 1987     | Quenavora 1982       | Paleo          | Fandango        |
| Undan Vaunoise 1987     | Quenavora 1982       | Paleo          | Rosina          |
| Undan Vaunoise 1987     | Quenavora 1982       | Celse Glatigny | Quodshou M F    |
| Undan Vaunoise 1987     | Quenavora 1982       | Celse Glatigny | Pasadena        |